# Mines d'Escaró
Les Mines d'Escaró van ser un complex miner del terme comunal d'Escaró, de la comarca del Conflent, a la Catalunya del Nord.
Se n'extragué ferro des de l'antiguitat i fins a l'any 1962; les mines eren al mateix poble d'Escaró, i també a prop del Coll de la Llosa i vora el poble d'Aituà. A partir del 1958 i fins al 1991 també s'extragué fluorita, en un emplaçament al Pla de Ganta, al nord-est d'Escaró.

## Història
La presència de mines de ferro al massís del Canigó està documentada des de l'antiguitat romana, encara que es creu que podria ser anterior; la prova més tangible d'aquest passat és una moneda romana que el segle xix hom trobà a la mina d'Aituà. Aquesta explotació hauria estat recorrent tot al llarg de la història (per exemple es documenta que a finals del segle xix la Société des Mines de Riols, que havia succeït la Société des Mines de Rouairoux, explotava les mines de ferro de Vernet, Escaró-nord i Aituà («Albert Rougier, entrepreneur en chemins de fer miniers dans les Pyrénées-Orientales». Arxivat de l'original el 2013-12-19. [Consulta: 15 abril 2013].), però s'hauria exercit de forma intensiva durant la primera meitat del segle xx. El mineral obtingut era transportat per vagonetes suspeses de cables fins a les estacions de tren de Joncet o de Serdinyà, des d'on es portava als Forns de Rià. L'activitat, però se suspengué el 1962. Anecdòticament, les explotacions mineres en el sòl del nucli urbà d'Escaró causaren, els anys 30, la destrucció de l'antiga Casa del Comú i de l'antiga església parroquial de sant Martí; aquesta -després d'un llarg plet amb la companyia minera Denain Anzin Minéraux- va ser reconstruïda en una església de nova planta que imitava l'original.
La fluorita d'Escaró fou una explotació moderna, exclusiva de la segona meitat del segle xx. S'inicià el 1958, i la matèria obtinguda a Escaró i a Saorra anava a la fàbrica "Comifluor" a la Bastida d'Oleta, via transportador aeri. Les mines van ser clausurades el 1991, i la fàbrica tancà portes el 1993.
La pèrdua de les explotacions causà un daltabaix demogràfic al poble d'Escaró, que passà d'una punta de 537 habitants el 1926, a una xifra de 89 habitants al cens del 2007. En el present, un museu guarda el record del període: una locomotora i una trentena de vagonetes mostren com es transportava el mineral, i diverses altres peces exhibides permeten fer-se la imatge de com eren les explotacions mineres d'Escaró